# Бандура Богдан Романович
Богда́н Рома́нович Банду́ра (* 30 січня 1960, Кисельовськ, Кемеровська область) — радянський та український футболіст і тренер. Нападник, грав, зокрема, за «Авангард» (Рівне), «Скалу» (Стрий) та львівські клуби СКА «Карпати», «Карпати» і «Львів».

## Життєпис
Вихованець Львівського спортінтернату. Перший тренер — Валентин Іванович Борейко.
Закінчив Львівський інститут фізичної культури.
Виступав за команди: СКА «Карпати» (Львів), «Авангард» (Рівне), «Карпати» (Львів), «Скала» (Стрий), «Карпати» (Камя'нка-Бузька), ФК «Львів» і «Дністер» (Самбір).
Відзначався високою результативністю.
Тренував «Карпати-2» (Львів); «Газовик-Скалу» (Стрий) — зі стриянами вийшов до першої ліги, а в сезоні 2005/06 посів там 6-е місце; ФК «Львів»; був помічником тренера у «Карпатах» (Львів). Улітку 2016 ввійшов до тренерського штабу відновленого ФК «Львів».